# Harpactea aeruginosa
Harpactea aeruginosa är en spindelart som beskrevs av Barrientos, Espuny och Ascaso 1994. Harpactea aeruginosa ingår i släktet Harpactea och familjen ringögonspindlar.
Artens utbredningsområde är Spanien. Inga underarter finns listade i Catalogue of Life.